# Серебряно-цинковый аккумулятор
Сере́бряно-ци́нковый аккумуля́тор — вторичный химический источник тока, аккумулятор, в котором анод состоит из оксида серебра Ag2O2 в виде спрессованного порошка, катод — из смеси оксида цинка и цинковой пыли, а электролит — из раствора химически чистого гидроксида калия плотностью 1,4 кг/дм³ без каких-либо добавок.
При разряде-заряде серебряно-цинкового аккумулятора протекает обратимая реакция:
{\displaystyle {\mathsf {Ag_{2}O_{2}+2Zn\rightleftarrows 2Ag+2ZnO}}}
Отличается очень малым внутренним сопротивлением и большой удельной энергоёмкостью (150 Вт·ч/кг, 650 Вт·ч/дм³).
Одной из важнейших особенностей серебряно-цинкового аккумулятора является способность (при надлежащей конструкции) отдавать в нагрузку весьма большие токи (до 50 ампер на 1 А·ч ёмкости).
Из недостатков следует отметить высокую стоимость и малый по сравнению с другими типами аккумуляторов срок службы - не более 100 циклов заряда-разряда.
Применяется в авиации, космосе, военной технике, часах и др.

## Параметры
- Теоретическая удельная энергоемкость: до 425 Вт·ч/кг
- Практическая удельная энергоемкость: до 150 Вт·ч/кг
- Удельная энергоплотность: до 650 Вт·ч/дм³
- ЭДС: 1,85 В (рабочее напряжение 1,55 В)
- Рабочая температура: −40 … +50 °C

## Преимущества
- высокая механическая прочность;
- возможность кратковременных разрядных режимов токами большой величины;
- малый ток саморазряда, что обеспечивает возможность длительного хранения аккумуляторов в заряженном состоянии (5—15 % в месяц) ;
- высокая удельная энергия, которая примерно в три-четыре раза превышает удельную энергию свинцовых аккумуляторов;
- самые экологически[источник не указан 2049 дней] чистые среди аккумуляторов промышленной группы;
- малый вес и габариты;
- работает в широком диапазоне температур (−40 … +50 °C);
- высокая стабильность разрядных характеристик;
- не «боится» недозаряда, перерывов в заряде и глубоких разрядов.

## Недостатки
- высокая стоимость;
- малый срок службы — меньше, чем в других системах количество циклов заряда/разрядa (до 100);
- длительное время заряда;
- повышенное газовыделение;
- не допускает перезарядов.

## Применение
Набор серебряно-цинковых аккумуляторов общей массой около 50 кг (накальная батарея — 5 элементов СЦД-70, 140 А·ч, 7,5 В; анодная батарея — 86 элементов СЦД-18, 30 А·ч, 130 В) применялся для питания передатчиков первого искусственного спутника Земли, запущенного в СССР 4 октября 1957 года; непрерывная работа передатчиков продолжалась в течение 21 дня после запуска. Эти батареи составляли около 60 % массы спутника, который весил 83,6 кг.
Два серебряно-цинковых аккумулятора емкостью по 120 А⋅ч и напряжением 36 В применялись в лунных автомобилях, которые использовались для перевозки астронавтов по Луне в ходе программы «Аполлон». Максимальная теоретическая дальность пробега по Луне составляла 92 км. На практике самое большое расстояние преодолели астронавты «Аполлона-17», оно составило 36 километров.
Применяются в энергетических установках советских электрических торпед СЭТ-65, УСЭТ-80, СЭТ-72. В торпедах СЭТ-72 в качестве электролита используется морская вода.